# Moravský Krumlov
Moravský Krumlov là một thị trấn thuộc huyện Znojmo, vùng Jihomoravský, Cộng hòa Séc.
5860 nghìn dân (năm 2015)